# Veille d'armes (film, 1935)
Pour les articles homonymes, voir Veille d'armes.
Pour plus de détails, voir Fiche technique et Distribution.
Veille d'armes est un film dramatique français réalisé par Marcel L'Herbier, sorti en 1935 .

## Synopsis
À la suite d'une piraterie visant un bateau français, le navire militaire du commandant de Corlaix est envoyé sur zone pour combattre. Trompé par les pirates, il coulera le navire ennemi, tout en perdant son bâtiment et une partie de son équipage. Blessé, récupéré, soigné, le commandant est traduit devant le conseil de guerre. Le livre de bord a disparu et l’un des seuls témoins à pouvoir confirmer les faits est devenu amnésique à la suite de ses blessures. Au cours du procès, sa femme qui a été retenue à bord à l’insu de son mari, confirme les dires du commandant et la mémoire revient au seul témoin qui confirme. L’honneur est sauf, et l’amour du commandant pour sa femme ravivé. 

## notes
Tournage à Toulon dans la rade pour la plupart des scènes, sur le croiseur Dupleix. Le défilé des navires a été filmé à Brest.

## Fiche technique
- Titre : Veille d'armes
- Réalisation : Marcel L'Herbier, assisté d'Ève Francis
- Scénario :  Marcel L'Herbier, Charles Spaak, d'après la pièce La Veille d'armes de Claude Farrère et Lucien Népoty[2]
- Décors : Robert Gys
- Costumes : Jacques Manuel
- Photographie : Marc Fossard, Jules Kruger
- Son : Joseph de Bretagne
- Montage : Forrest Izard et Émilienne Nelissen
- Musique : Jean Lenoir
- Production : Marcel L'Herbier
- Société de production : Impérial Film
- Pays d'origine :  France
- Format : Noir et blanc - 1,37:1 - Format 35 mm
- Genre : Drame, Guerre 14-18
- Durée : 120 minutes
- Date de sortie :  France, 28 mai 1935

## Distribution
- Annabella : Jeanne de Corlaix
- Victor Francen : Capitaine de vaisseau de Corlaix
- Gabriel Signoret : Amiral Morbraz
- Pierre Renoir : Capitaine de corvette Branbourg
- Rosine Deréan : Alice
- Robert Vidalin : enseigne de vaisseau d'Artelles
- Roland Toutain : Leduc
- Léon Arvel
- Maurice Baquet
- Marcel Charvey
- Jean Dunot
- Lucien Walter
- Raymond Narlay
- Henry Richard